# Faulenstraße

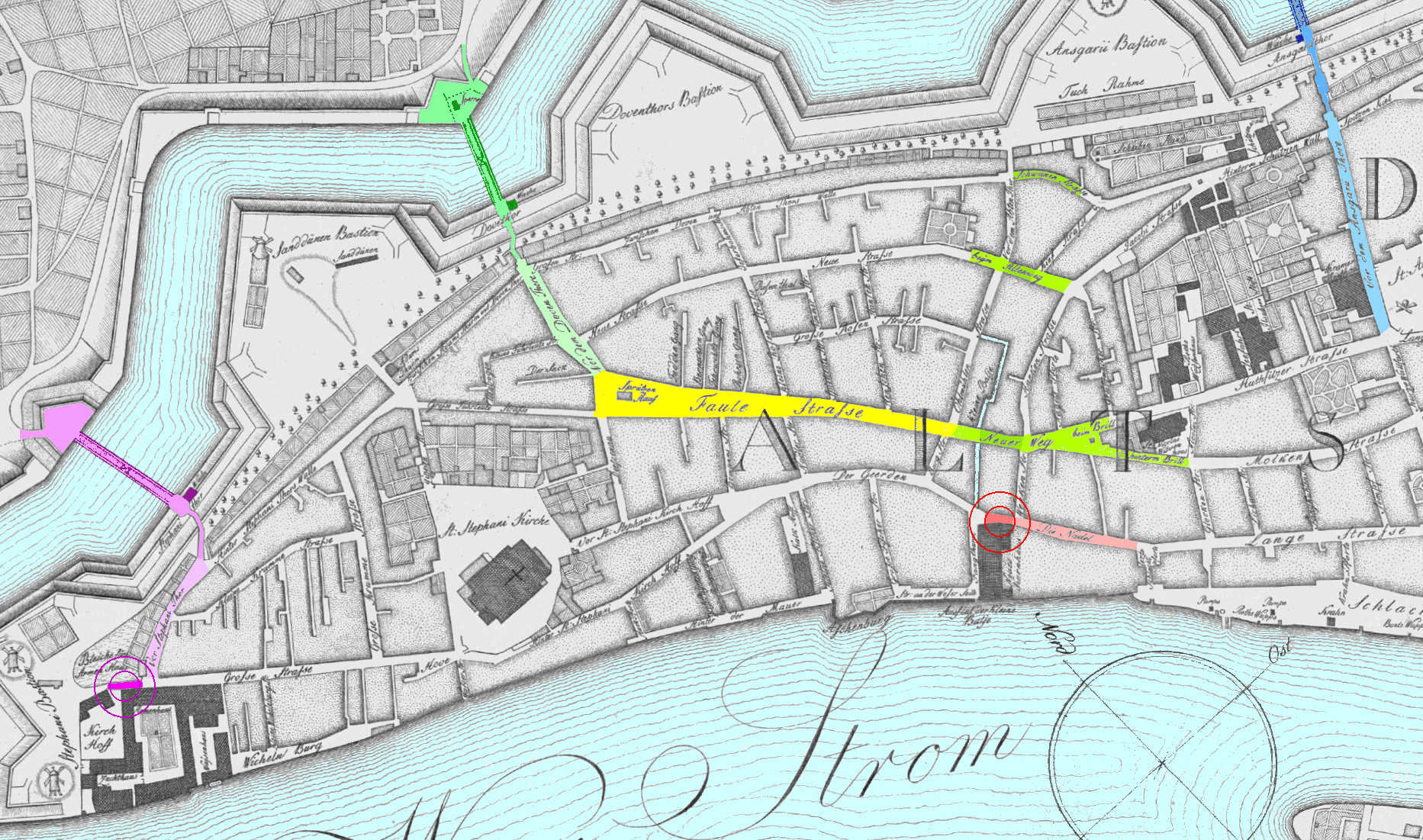
Murtfeldt/Tischbein 1796:
Straßennetz noch dasselbe wie um 1600.
gelb = Faulenstraße,
gelbgrün = 1550 für den Wagenverkehr geöffnete Verbindungen.
Stadttore: intensiv eingefärbt die Torwege,
blass die 1796 auch namentlich zu den jeweiligen Toren führenden Straßen,
rot = Die Natel, um 1660 abgerissen,
kräftig pink = Torweg des mittelalterlichen Stephanitors

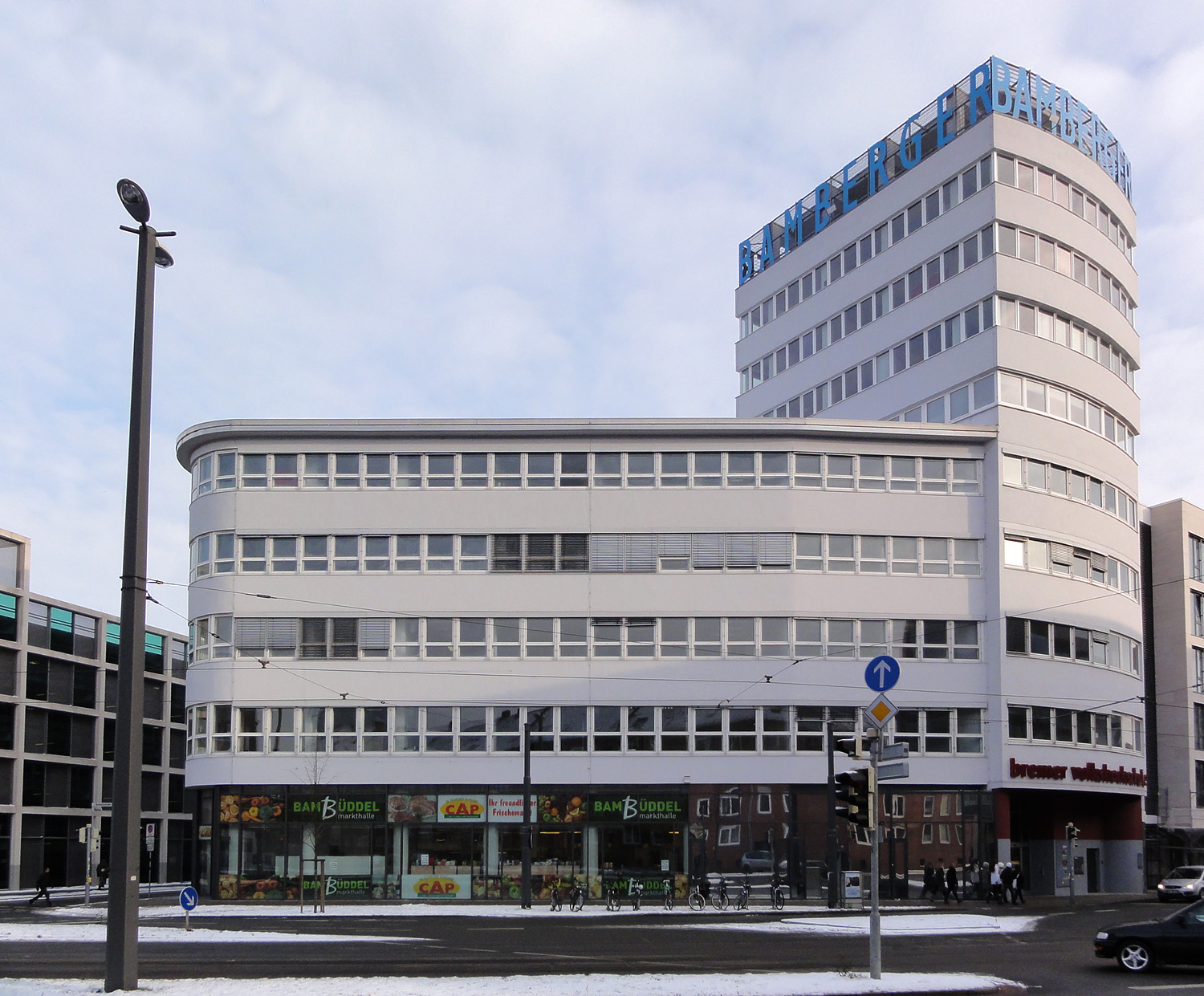
Bamberger-Kaufhaus

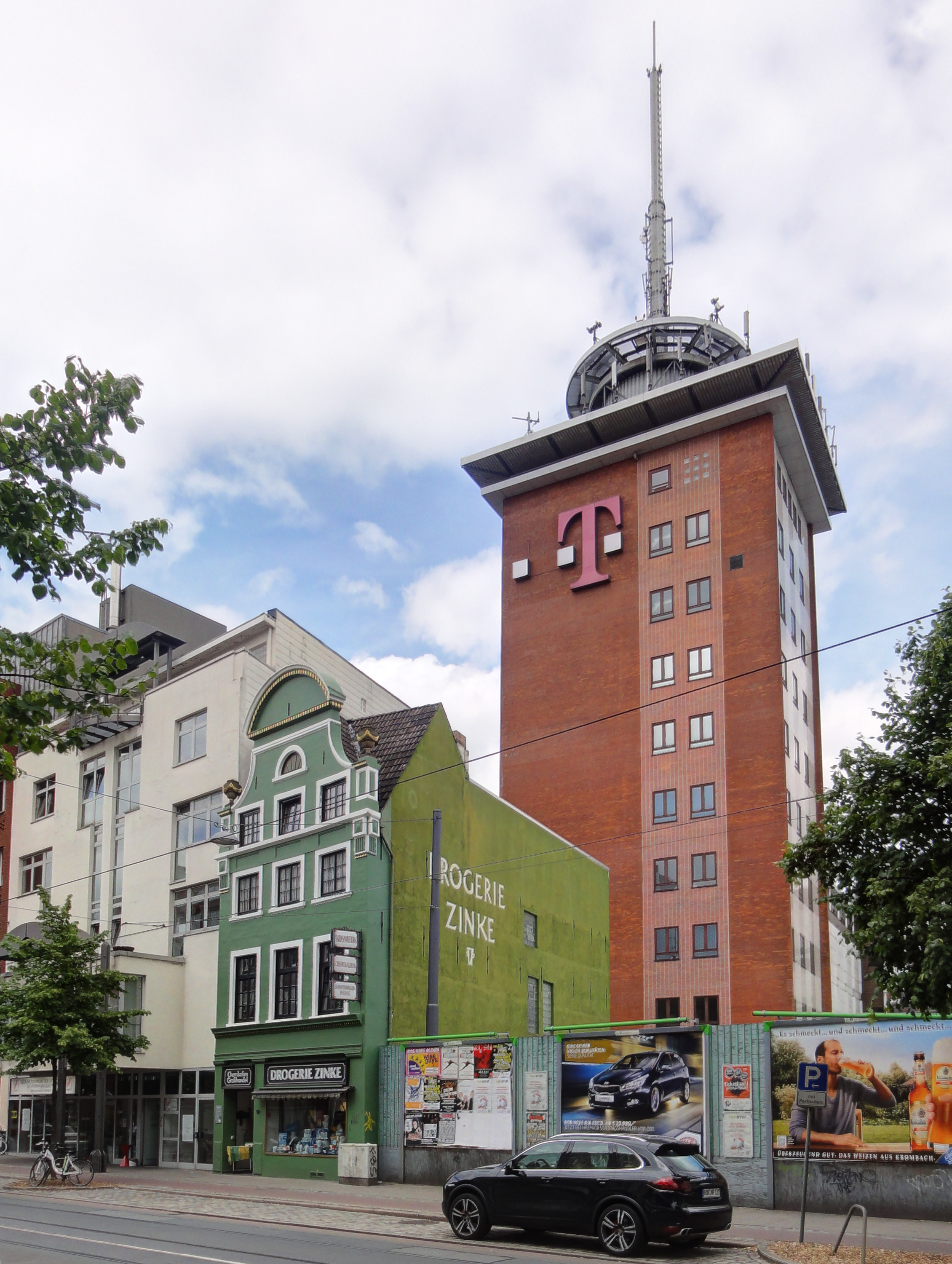
Drogerie Zinke und Fernmeldehaus

Die Faulenstraße ist eine historische Straße in Bremen-Mitte. Die zentrale Hauptstraße führt in Ost-West-Richtung durch das Stephaniviertel vom Platz Am Brill zur Doventorstraße.
Die Querstraßen wurden u. a. benannt als Hankenstraße nach einer Familie aus dem 14. Jahrhundert, Wenkenstraße und Heinkenstraße nach Familien, Ölmühlenstraße nach einer Mühle, Töferbohmstraße evtl. nach dem Töverbaum als Querholz zum Tragen von Zubern eines z. B. Wasserträgers, Diepenau nach der Deepenstrate mit einem um 1838 beseitigten Rinnsal, Fuhrleutehof nach dem Hauptplatz der Fuhrleute, Vor Stephanitor nach dem Tor von 1307 in der Bremer Stadtmauer (porta sancti Stephani) und Stephanitorsteinweg nach dem Weg zum Tor und zur Bremer Wallanlage.

## Geschichte

### Name
Die erstmals 1365 erwähnte Straße hieß Vulenstraße und bezeichnet damit den „vulen“, also schlechten oder schmutzigen Zustand der Straße in diesem damals ärmeren Kirchspiel. Der Name bezieht sich nicht auf die „Volkssage“ von den Sieben Faulen Brüdern, die wurde erst 1845 von dem Dichter Friedrich Wagenfeld erdacht.
Die Straßennamen veränderten sich. Die Große Fuhrleute Straße wurde zum Teil der Hafenstraße und nach 1945 zur Faulenstraße, und Hinter Stephani Thors Walle wurde nach 1945 Teil der Straße Vor Stephani Thor.

### Stephaniviertel
Das Stephaniviertel, später auch als Faulenquartier bezeichnet, entstand als kleine Siedlung um 1050 und war mit der 1139 erbauten Kirche St. Stephani einer der vier Stadtteile bzw. Kirchspiele im mittelalterlichen Bremen. Als Bremen um die Mitte des 12. Jahrhunderts, zunächst nur landseitig seine Stadtmauer erhielt, lag das Kirchspiel (Pfarrsprengel) sancti Stephani zum größten Teil außerhalb. Erst ab etwa 1307 wurde das bis dahin ungeschützte Stephaniviertel westlich der Kleinen Balge landseitig in die Bremer Stadtbefestigung einbezogen. Die trennende alte Mauer blieb aber noch anderthalb Jahrhunderte stehen.
Eine kleine Fußgängerpforte in dieser Mauer, der Brill, verband die eher ärmliche Faulenstraße mit der südöstlich anschließenden Hutfilterstraße. Die einzige für Wagen geeignete Verbindung aus der ersten Ummauerung in die Stephanistadt bildete bis 1551 die Natel im Verlauf der parallelen Langenstraße.
Am nordwestlichen Ende war die Faulenstraße platzartig aufgeweitet. Vom 16. bis ins 19. Jahrhundert stand auf dem Platz ein Spritzenhaus. Von hier führte die Straße Vor dem Doven Thore nordwärts zum Doventor, von dem man zu den Dörfern Utbremen und Walle gelangte. In gerader Fortsetzung der Faulenstraße führte die Große Fuhrleute Straße nordwestwärts zur Adamspforte der Stadtmauer. Entlang der Innenseite der Mauer gelangte man zum Stephanithor – porta sancti Stephani. Im Mittelalter führte das 1307 errichtete Tor aus der Großen Straße, die an der Westecke des Stephanikirchhofs begann, auf die Stephani Kirchen Weide. Mit der Modernisierung der Bremer Wälle ab etwa 1600 entstand vor dem mittelalterlichen Stephanitor die Stephanibastion.

### 19/20. Jahrhundert
1879 wurde vom Unternehmen Große Bremer Pferdebahn durch die Straße eine Pferdebahnlinie (Hastedt–Walle) geführt. Um 1900 wurde hier die Straßenbahn Bremen elektrifiziert. Heute durchfahren im Nahverkehr in Bremen die Linien 2 und 3 die Straße. Seit 1889 besteht eine Verbindung zwischen der Faulenstraße und den Freihäfen und das Zwischenstück wurde Hafenstraße genannt. Hier fuhr nun die Pferde- und später Straßenbahn.
Um 1900 prägten zwei- bis viergeschossige Gebäude die Straße, davon noch einige Giebelhäuser mit Satteldächern. Das Kaufhaus J.E. Neumeyer siedelte sich an. Am Neuen Weg 9 bis 11, ab 1902 Faulenstraße 4 bis 8, am Anschluss zum Am Brill, standen zwei um 1898 errichtete viergeschossige Wohn- und Geschäftshäuser im Stil des Eklektizismus. Hier befand sich die Woll- und Strumpfwarenhandlung von Friedrich Hagemann. An der Nordseite der Straße schlossen sich westlich eine Reihe von längeren Gängen wie Fettengang, Hanenwinkelsgang und Berneckersgang an, die Sackgassen bildeten. Emil Koopmann hatte hier sein Kleidergeschäft.
In den 1920er-Jahren fand ein rascher Wandel der Bebauung statt.
Um 1930 standen zum Brill hin überwiegend viergeschossige Wohn- und Geschäftshäuser und zur Dovetorstraße eher zwei- bis dreigeschossige Häuser, zum Teil als Giebelhäuser. Der 1929 fertiggestellte zehngeschossige und 40 Meter hohe Turm des Bamberger Kaufhauses an der Ecke zur Dovetorstraße wurde zu einer städtebaulichen Dominante.
Die Faulenstraße führte vor 1945 direkt zur Hafenstraße an den Bremer Häfen und nach Walle. Heute wird der Verkehr von der Faulenstraße über die Dovetorstraße und den Dovetorscontrescarpe in Richtung Walle geführt.
1944 blieben durch die schweren Zerstörungen im Zweiten Weltkrieg nur wenige ältere Gebäude erhalten, darunter das heute denkmalgeschützte Giebelhaus Faulenstraße 17 und das Skelett des Bamberger Hauses. Der Aufbau nach dem Krieg erfolgte zumeist in den 1960er-Jahren. Nach 2000 wurde das Viertel durch den Umzug von Radio Bremen auch zum Medienstadtteil mit mehreren neuen Gebäuden aufgewertet.

## Gebäude, Anlagen
An der Faulenstraße stehen heute überwiegen fünf- bis sechsgeschossige Geschäftshäuser mit Läden, Gaststätten, Büros, Wohnungen und ein Hotel; erwähnenswert sind unter anderem:
- Nr. 17: viergeschossiges barockes Packhaus aus der Zeit um 1790; später Kontorhaus mit der Drogerie Zinke, die Hermann Zinke 1902 gründete; das einzige erhaltene Gebäude ist ein Bremer Kulturdenkmal.[4]
- Nr. 20/22: Bierhalle und Restauration Carl Greve, Treffpunkt von Vereinen und Gewerkschaften; nicht erhalten
- Nr. 27 bis 33: Zwei sechsgeschossige Laden- und Geschäftshäuser aus den 1980er-Jahren mit Laubengang im Erdgeschoss und Klinkerfassade
- Nr. 33 war 1870 der erste Sitz der Brauerei von Carsten Dreßler.
- Nr. 44–46: Hier residiert seit 2014 das kleine Theater 11 unter Leitung von Kira Petrow als Spielstätte für die Integration von Menschen durch die Kunst.

- Nr. 58/60: dreigeschossiges Giebelhaus von 1907 als Gewerkschaftshaus genutzt, bis in die 1920er-Jahre auch Sitz der SPD Bremen. Im November 1918 wurde hier der Aktionsausschuss der Bremer Räterepublik gegründet. Im Erdgeschoss befand sich ein Restaurant. 1924 wurde es in ein schlichteres viergeschossiges, vierachsiges Gebäude mit einem Mansarddach umgebaut. 1928 bezogen die Gewerkschaften das Volkshaus in Walle. Danach Neubau des Textilkaufhauses der Gebrüder Leffers nach Plänen von Heinrich Wilhelm Behrens; 1944 zerstört.
- Nr. 54–62: 1963 Neubau des Kaufhauses Leffers nach Plänen von Karl Egender (Zürich) mit Walter Zaag und Günter Hemstädt (Bremen) auf erweitertem Gelände; Abriss um 2005 und bis 2009 Bau des fünfgeschossigen Stephani-Hauses von Radio Bremen nach Plänen von Böge und Lindner (Hamburg) sowie Gert Schulze-Schulze-Pampus (Bremen).[5]
- Nr. 66: um 1930 zweigeschossiges Giebelhaus des Herrengarderobegeschäfts J. H. Haake; 1944 zerstört
- Nr. 72: dreigeschossiges Giebelhaus der Kürschnermeister Lange (ab 1871), Klein (ab 1913) und München (ab 1939); Haus 1944 zerstört.

- Nr. 67/69: Kaufhaus Bamberger von 1929, 1955 wieder aufgebaut und um 2007 saniert. Der jüdische Kaufmann Julius Bamberger gründete 1907 an der Ecke Doventorstraße/Faulenstraße sein fünfgeschossiges Kaufhaus Julius Bamberger im Jugendstildekor. In den 1910/20er Jahren erweiterte er sein Geschäft zur Faulenstraße hin. Er eröffnete 1929 den Neubau des ersten modernen Kaufhauses im Stil der Neuen Sachlichkeit nach den Plänen von Heinrich Behrens-Nicolai. Um 1932 wurde an der Stelle des alten Gebäudes von 1907 das Kaufhaus erweitert. Bamberger wurde ab 1933 verfolgt, die Firma 1937 aufgelöst und er musste fliehen. Nach dem Wiederaufbau des Hauses mit verkürztem Turm von 1955 (Architekt Johannes A. Falk) und der Sanierung von um 2005 bis 2007 durch Bauunternehmer Klaus Hübotter befinden sich unter anderem Geschäfte und gastronomische Einrichtungen sowie die Zentrale der Bremer Volkshochschule und der Arbeitskreis Bremer Archive in dem Gebäude mit seinem Turm in der alten Höhe.

- Faulenstraße ab Doventorstraße; vor 1945 Hafenstraße, davor Große Fuhrleute Straße:
- Nr. 98 bis 110: drei- bis fünfgeschossige Wohnhäuser aus Backsteinen und Satteldächern mit grauen Dachpfannen im Rahmen des Wiederaufbaus des Stephaniviertels von 1956 bis 1965; städtebaulicher Entwurf: Ludwig Almstadt, Hans Eilers, Karl Nielsen (1955), Bauherr: Bremer Treuhandgesellschaft, Architekten: Bernhard Wessel und auch Carsten Schröck.[6]
- Nr. 116: früher Hafenstraße 37: ehemaliges Atelierhaus des Malers Willy Benz-Baenitz, das im Krieg 1944 zerstört wurde
- Nr. 107: Hier wurden Reste der Bremer Stadtmauer gefunden.

Gedenksteine
- 17 Stolpersteine für die Opfer des Nationalsozialismus gemäß der Liste der Stolpersteine in Bremen:
  - Nr. 24 für Hugo Meyer (1893–1942), Lothar Meyer (1898–1942); Beide ermordet in Minsk
  - Nr. 45 für Agnes Hirschberg (1869–1942), ermordet in Theresienstadt; Irma Hirschberg (1899–1942), ermordet; Ilse Laufer (1926–1942) ermordet
  - Nr. 48 für Malka Bialystock (* 1867) überlebte in Nizza; Mortka Mendel Bialystock (1872–1942), ermordet in Nizza; Albert Bloch (1874–1942), Dora Bloch (1884–1942), Else Bloch (1881–1942), Helene Bloch (1979–1942), Meta Bloch (1881–1942), Sara Bloch (1877–1942); Alle ermordet in Minsk
  - Nr. 98 für Kurt Ahron (1914–1942), Ernst Feldheim (1887–1943); Beide ermordet in Auschwitz
  - Faulenstraße/Aschenburg für Franziska van der Veen (1874–1942), Goldine van der Veen (1908–1943), Harry van der Veen (1909–1943), Philipp van der Veen (19881–1942); Alle ermordet in Auschwitz